# Fuerzas Armadas Revolucionarias del Pueblo
Fuerzas Armadas Revolucionarias del Pueblo (FARP) és una organització polític-militar que s'autodenomina revolucionària en Mèxic i advoquen en favor de l'Estat socialista. Les FARP diuen ser part de la unitat obrer-camperol-popular que lluita en contra de qualsevol forma de capitalisme. Són una fracció escindida de l'Ejército Popular Revolucionario, que es va originar en el mes d'agost de 1999, representant aproximadament el 5% del total d'homes de l'actual EPR. La seua primera aparició pública va ser el 23 de febrer de 2000, quan van detonar un artefacte explosiu prop de les oficines del govern en la ciutat de Puebla, en l'acte els danys materials van ser escassos.